# Директива 2009/48/ЕС
Директива 2009/48/ЕС, официальное название Директива Европейского Парламента и Совета Европейского Союза 2009/48/ЕС от 18 июня 2009 г. «о безопасности игрушек» (англ. Directive 2009/48/EC of the European Parliament and of the Council of 18 June 2009 on the safety of toys) — нормативный акт, которым регулируется порядок производства, продажи и контроля качества детских игрушек на внутреннем рынке Евросоюза. Документ был принят 18 июня 2009 года в Брюсселе Европарламентом и Советом Европейского союза и вступил в силу 20 июля 2009 года.

## История создания
Производство и реализации игрушек на рынке Евросоюза начало регулироваться в 1988 году, когда была принята Директива 88/378/ЕС «о безопасности игрушек». С этого момента европейский законодатель возложил на производителей, импортёров и реализаторов продукции для детей (игрушек) требования, выполнение которых постоянно отслеживалось разными контролирующими органами. Также было введено единое обозначение для товаров, что соответствовали требованиям Директивы — знак качества маркировка ЕС. Документ претерпел изменения в 2009 году, когда после предшествующей работе по улучшению законодательства Евросоюза в конечном итоге была одобрена новая редакция — Директива 2009/48/ЕС «о безопасности игрушек» от 18 июня 2009 года. Среди новых положений было включено, что под действия Директивы не подпадают игровые комплексы, детская мебель, кровати для детей, детские стулья и столы.

## Характеристика документа

### Структура
- Преамбула (Whereas, состоит из п[3].1-48);
- Глава I. Общие положения (Chapter I General provisions, состоит из Ст. 1-3);
- Глава II. Обязанности участников рынка (Chapter II Obligations of economic operators, состоит из Ст. 4-9);
- Глава III. Соответствие игрушек установленным требованиям (Chapter III Conformity of toys, состоит из Ст. 10-17);
- Глава IV. Оценка соответствия установленным требованиям (Chapter IV Conformity assessment, состоит из Ст. 18-21);
- Глава V. Нотификация органов по сертификации (Chapter V Notification of conformity assessment bodies, состоит из Ст. 22-38);
- Глава VI. Обязанности и полномочия Государств-членов ЕС (Chapter VI Obligations and powers of member states, состоит из Ст. 39-45);
- Глава VII. Процедуры, осуществляемые Комитетом (Chapter VII Committee procedures, состоит из Ст. 46, 47);
- Глава VIII. Специальные административные положения (Chapter VIII Specific administrative provisions, состоит из Ст. 48-51);
- Глава IX. Заключительные и переходные положения (Chapter IX Final and transitional provisions, состоит из Ст. 52-57);
- Приложение I. Продукция, которая не рассматривается в качестве игрушек в понимании настоящей Директивы (в соответствии со Статьей 2(1)) (Annex I List of products that, in particular, are not considered as toys within the meaning of this Directive (as referred to in Article 2(1)));
- Приложение II. Особые требования безопасности (Annex II Particular safety requirements);
- Приложение III. Заявление о соответствии Европейским правилам (Annex III EC Declaration of conformity);
- Приложение IV. Техническая документация (Annex IV Technical documentation);
- Приложение V. Предупреждения (как определено в Статье 11) (Annex V Warnings (as referred to in Article 11))[4][5][6].

### Задачи
Среди главных задач Директивы 2009/48/ЕС было усовершенствование норм и стандартов, которые регулировали порядок производства и реализации детских игрушек (разного-рода игрушек для детей в возрастной категории до 14 лет) на рынке государств-членов ЕС. Новая редакция документа была призвана снизить какие-либо потери и затраты, возникавшие в результате несчастных случаев, которые являлись следствием использования некачественных или небезопасных игрушек. Вдобавок к этому совершенствовались уже существовавшие правила размещения игрушек в торговой сети, которые были произведены или импортированы в Европейский Союз.